# Tiocianato di sodio
Il tiocianato di sodio (o solfocianuro di sodio) è il sale di sodio dell'acido tiocianico, di formula NaSCN.
A temperatura ambiente si presenta come un solido bianco inodore. È un composto nocivo.